# Наґагатенна
Наґагатенна (англ. Nagahatenna) — адімінстративне місто на Шрі-Ланці. Воно розташоване в межах Центральної провінції, 100 км на північний схід від столиці Коломбо.
| Кліматограма Наґагатенна                                                                        | Кліматограма Наґагатенна | Кліматограма Наґагатенна | Кліматограма Наґагатенна | Кліматограма Наґагатенна | Кліматограма Наґагатенна | Кліматограма Наґагатенна | Кліматограма Наґагатенна | Кліматограма Наґагатенна | Кліматограма Наґагатенна | Кліматограма Наґагатенна | Кліматограма Наґагатенна |
| ----------------------------------------------------------------------------------------------- | ------------------------ | ------------------------ | ------------------------ | ------------------------ | ------------------------ | ------------------------ | ------------------------ | ------------------------ | ------------------------ | ------------------------ | ------------------------ |
| С                                                                                               | Л                        | Б                        | К                        | Т                        | Ч                        | Л                        | С                        | В                        | Ж                        | Л                        | Г                        |
| 134 25 17                                                                                       | 124 27 19                | 114 28 18                | 243 27 19                | 157 24 19                | 152 22 19                | 98 24 17                 | 134 24 18                | 193 26 19                | 408 25 19                | 297 24 18                | 427 23 18                |
| Середня макс. і мін. температури повітря (°C) Атмосферні опади (мм), за рік : 2481 мм. Джерело: |                          |                          |                          |                          |                          |                          |                          |                          |                          |                          |                          |